# AV-804
La AV-804 es una carretera de la red complementaria preferente de la comunidad autónoma de Castilla y León (España), que transcurre por la provincia de Ávila. Parte desde la N-501 cerca de Ávila. Pasa por Cardeñosa, Peñalba de Ávila, Aldehuela, Las Berlanas, Gotarrendura, Hernansancho (donde cruza la carretera CL-507), Villanueva de Gómez, El Bohodón, Tiñosillos y finaliza en Arévalo donde enlaza con la carretera CL-605. Tiene una longitud de 44,915 km.